# Дан бораца Републике Српске
Дан бораца Републике Српске јесте празник посвећен борцима Одбрамбено-отаџбинског рата Републике Српске. Обиљежава се 14. фебруара.
Поводом Дана бораца организују се различити пријеми и манифестације широм Српске.
Током трајања Одбрамбено-отаџбинског рата од 1992. до 1995. године погинуло је 23.752 бораца Војске Републике Српске.